# Ahl Tifnoute
Ahl Tifnoute  (in arabo أهل تفنوت‎?) è un centro abitato e comune rurale del Marocco situato nella provincia di Taroudant, regione di Souss-Massa. Conta una popolazione di 5 910 abitanti (censimento 2014).